# Doutrina Wolfowitz

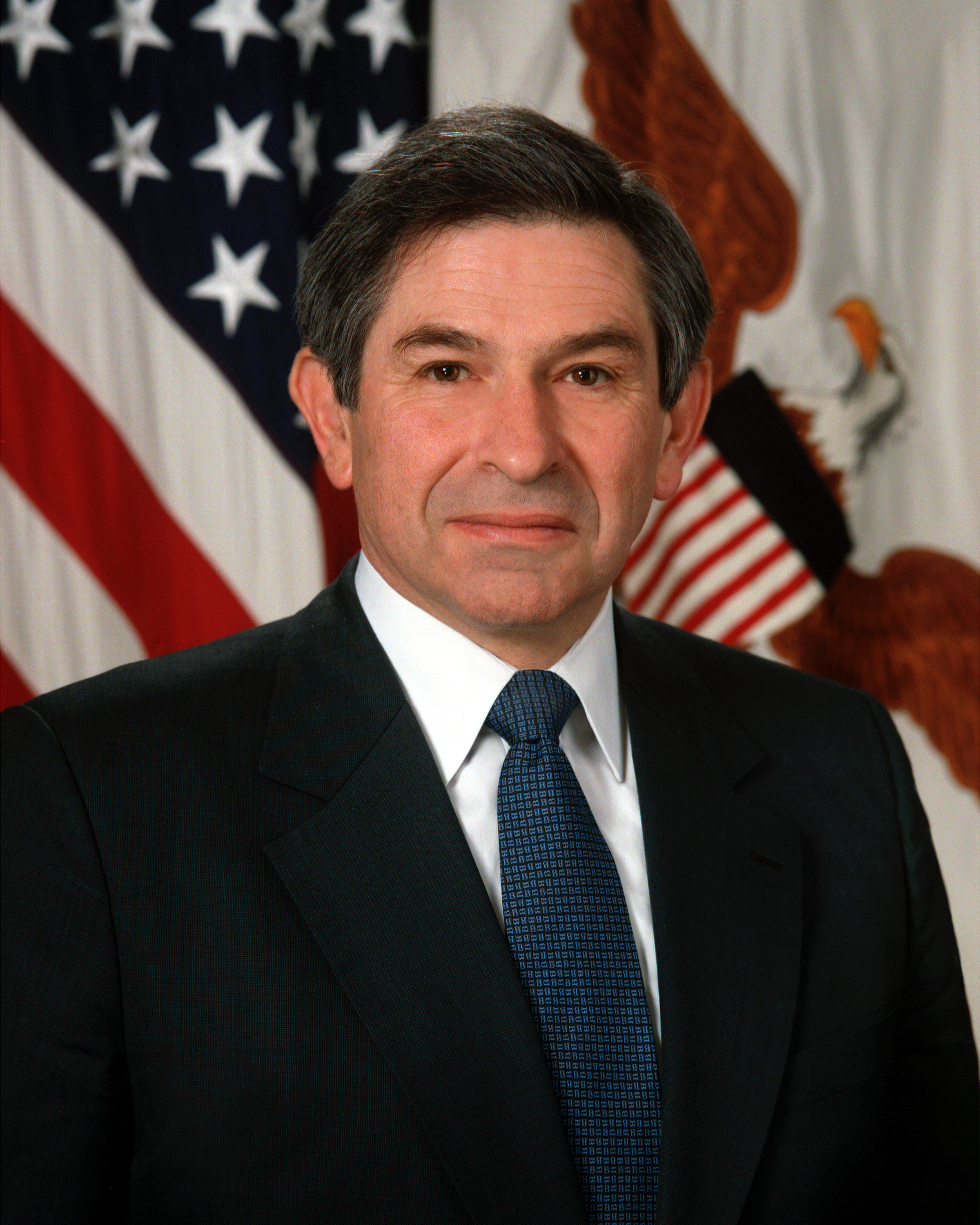
Paul Wolfowitz, patrocinador da doutrina.

A Doutrina Wolfowitz é um nome não oficial dado à versão inicial do Guia de Planejamento de Defesa para os anos fiscais de 1994-1999 (datado de 18 de fevereiro de 1992) publicado pelo Subsecretário de Defesa dos EUA para Políticas Paul Wolfowitz e seu vice-secretário Scooter Libby. O texto não foi inicialmente destinado a divulgação pública, mas acabou vazou para o jornal New York Times em 7 de março de 1992,  e acabou geroando uma controvérsia pública sobre a política externa e de defesa dos Estados Unidos. O documento foi amplamente criticado como imperialista, pois desenhava uma política de unilateralismo e ação militar preventiva para suprimir ameaças potenciais de outras nações e impedir que ditaduras subissem à condição de superpotência. 
Tal foi o alvoroço que o documento foi reescrito às pressas sob a supervisão do secretário de Defesa dos Estados Unidos, Dick Cheney e do chefe do Estado-Maior Conjunto, Colin Powell, antes de ser oficialmente lançado em 16 de abril de 1992. Muitos de seus princípios ressurgiram na Doutrina Bush,  que foi descrita pelo senador Edward M. Kennedy como "uma chamada para o imperialismo americano do século 21 que nenhuma outra nação pode ou deve aceitar."  
Wolfowitz foi o responsável final pela Orientação de Planejamento de Defesa, conforme foi divulgado por seu escritório e refletia sua visão geral. A tarefa de preparar o documento coube a Libby, que delegou o processo de redação da nova estratégia a Zalmay Khalilzad, membro da equipe de Libby e assessor de longa data de Wolfowitz. Na fase inicial de elaboração do documento, Khalilzad solicitou as opiniões de um grande número de pessoas de dentro e de fora do Pentágono, incluindo Andrew Marshall, Richard Perle e o mentor de Wolfowitz na Universidade de Chicago, o estrategista nuclear Albert Wohlstetter . Completando o rascunho em março de 1992, Khalilzad solicitou permissão a Libby para distribuí-lo a outros funcionários do Pentágono. Libby concordou e, em três dias, o rascunho de Khalilzad foi divulgado ao jornal New York Times por "um funcionário que acreditava que esse debate sobre a estratégia pós-guerra fria deveria ser de domínio público".  

## Elementos de doutrina

### Condição de superpotência
A doutrina anuncia a condição dos EUA como a única superpotência remanescente no mundo após o colapso da União Soviética no final da Guerra Fria e proclama que seu principal objetivo é manter esse status.
Nosso primeiro objetivo é impedir o ressurgimento de um novo rival, seja no território da ex-União Soviética ou em outro lugar, que represente uma ameaça da ordem daquela representada anteriormente pela União Soviética. Esta é uma consideração dominante subjacente à nova estratégia de defesa regional e exige que nos esforcemos para evitar que qualquer potência hostil domine uma região cujos recursos, sob controle consolidado, seriam suficientes para gerar poder global. 
Isso foi substancialmente reescrito no lançamento de 16 de abril. 
Nosso objetivo mais fundamental é deter ou derrotar o ataque de qualquer fonte... a renacionalização das políticas de segurança, e oferecer segurança a custos menores e com riscos menores para todos. Nossa preferência por uma resposta coletiva para prevenir ameaças ou, se necessário, lidar com elas é uma característica fundamental de nossa estratégia de defesa regional. O terceiro objetivo é impedir que qualquer potência hostil domine uma região crítica para nossos interesses e, assim, fortalecer as barreiras contra o ressurgimento de uma ameaça global aos interesses dos EUA e de nossos aliados.

### Primazia dos EUA
A doutrina estabelece o papel de liderança dos EUA dentro da nova ordem mundial. 
Os EUA devem mostrar a liderança necessária para estabelecer e proteger uma nova ordem que mantenha a promessa de convencer potenciais concorrentes de que eles não precisam aspirar a um papel maior ou adotar uma postura mais agressiva para proteger seus interesses legítimos. Em áreas não relacionadas à defesa, devemos considerar suficientemente os interesses das nações industrializadas avançadas para desencorajá-las de desafiar nossa liderança ou tentar derrubar a ordem política e econômica estabelecida. Devemos manter o mecanismo para dissuadir concorrentes potenciais de aspirar a um papel regional ou global maior. 
Isso foi substancialmente reescrito no lançamento de 16 de abril. 
Uma das principais tarefas que enfrentamos hoje em moldar o futuro é levar alianças de longa data para a nova era e transformar velhas inimizades em novos relacionamentos cooperativos. Se nós e outras democracias líderes continuarmos a construir uma comunidade de segurança democrática, é provável que surja um mundo muito mais seguro. Se agirmos separadamente, muitos outros problemas podem surgir. 

### Unilateralismo
A doutrina minimiza o valor das coalizões internacionais. 
Como a coalizão que se opôs à agressão iraquiana, devemos esperar que as futuras coalizões sejam assembléias ad hoc, muitas vezes não durando além da crise enfrentada e, em muitos casos, trazendo apenas um acordo geral sobre os objetivos a serem alcançados. No entanto, a sensação de que a ordem mundial é finalmente apoiada pelos EUA será um importante fator de estabilização. 
Isso foi reescrito com uma mudança de ênfase no lançamento de 16 de abril. 
Certas situações, como a crise que levou à Guerra do Golfo, provavelmente engendrarão coalizões ad hoc. Devemos planejar para maximizar o valor de tais coalizões. Isso pode incluir funções especializadas para nossas forças, bem como o desenvolvimento de práticas cooperativas com outros. 

### Intervenção Preventiva
A doutrina afirmava o direito dos Estados Unidos de intervir quando e onde julgasse necessário. 
Embora os EUA não possam se tornar o policial do mundo, ao assumir a responsabilidade de corrigir todos os erros, manteremos a responsabilidade preeminente de lidar seletivamente com os erros que ameaçam não apenas nossos interesses, mas também os de nossos aliados ou amigos, ou que podem perturbar seriamente as relações internacionais.  .
Isso foi suavizado ligeiramente no lançamento de 16 de abril. 
Embora os Estados Unidos não possam se tornar o policial mundial e assumir a responsabilidade de resolver todos os problemas de segurança internacional, também não podemos permitir que nossos interesses críticos dependam apenas de mecanismos internacionais que podem ser bloqueados por países cujos interesses podem ser muito diferentes dos nossos. Quando os interesses de nossos aliados forem diretamente afetados, devemos esperar que eles assumam uma parte apropriada da responsabilidade e, em alguns casos, desempenhem o papel principal; mas mantemos a capacidade de abordar seletivamente os problemas de segurança que ameaçam nossos próprios interesses. 

### Ameaça russa
A doutrina destacou a possível ameaça representada por uma Rússia ressurgente.
Continuamos a reconhecer que coletivamente as forças convencionais dos estados que anteriormente compunham a União Soviética retêm o maior potencial militar em toda a Eurásia; e não descartamos os riscos para a estabilidade na Europa de uma reação nacionalista na Rússia ou esforços para reincorporar à Rússia as recém-independentes repúblicas da Ucrânia, Bielorrússia e possivelmente outras. Devemos, no entanto, estar cientes de que a mudança democrática na Rússia não é irreversível e que, apesar de suas dificuldades atuais, a Rússia continuará sendo a potência militar mais forte da Eurásia e a única potência do mundo com capacidade de destruir os Estados Unidos. 
Isso foi removido do comunicado de 16 de abril em favor de uma abordagem mais diplomática.
Os EUA têm uma participação significativa na promoção da consolidação democrática e das relações pacíficas entre a Rússia, a Ucrânia e as outras repúblicas da antiga União Soviética. 

### Oriente Médio e Sudoeste Asiático
A doutrina esclareceu os objetivos gerais no Oriente Médio e Sudoeste Asiático. 
No Oriente Médio e Sudoeste da Ásia, nosso objetivo geral é permanecer como a potência externa predominante na região e preservar o acesso dos Estados Unidos e do Ocidente ao petróleo da região. Também procuramos impedir novas agressões na região, promover a estabilidade regional, proteger cidadãos e propriedades dos EUA e salvaguardar nosso acesso às rotas aéreas e marítimas internacionais. Conforme demonstrado pela invasão do Kuwait pelo Iraque, continua sendo fundamentalmente importante impedir que uma hegemonia ou um alinhamento de poderes domine a região. Isso se aplica especialmente à península arábica. Portanto, devemos continuar a desempenhar um papel por meio de dissuasão aprimorada e segurança cooperativa aprimorada.
O comunicado de 16 de abril foi mais cauteloso e reafirmou os compromissos dos EUA com Israel, bem como com seus aliados árabes.
No Oriente Médio e no Golfo Pérsico, buscamos promover a estabilidade regional, deter a agressão contra nossos amigos e interesses na região, proteger cidadãos e propriedades dos EUA e salvaguardar nosso acesso aéreo e marítimo internacional e ao petróleo da região. Os Estados Unidos estão comprometidos com a segurança de Israel e em manter a vantagem qualitativa que é crítica para a segurança de Israel. A confiança de Israel em sua segurança e a cooperação estratégica EUA-Israel contribuem para a estabilidade de toda a região, como demonstrado mais uma vez durante a Guerra do Golfo Pérsico. Ao mesmo tempo, nossa assistência aos nossos amigos árabes para se defenderem contra agressões também fortalece a segurança em toda a região, inclusive para Israel.